# Mångkamp

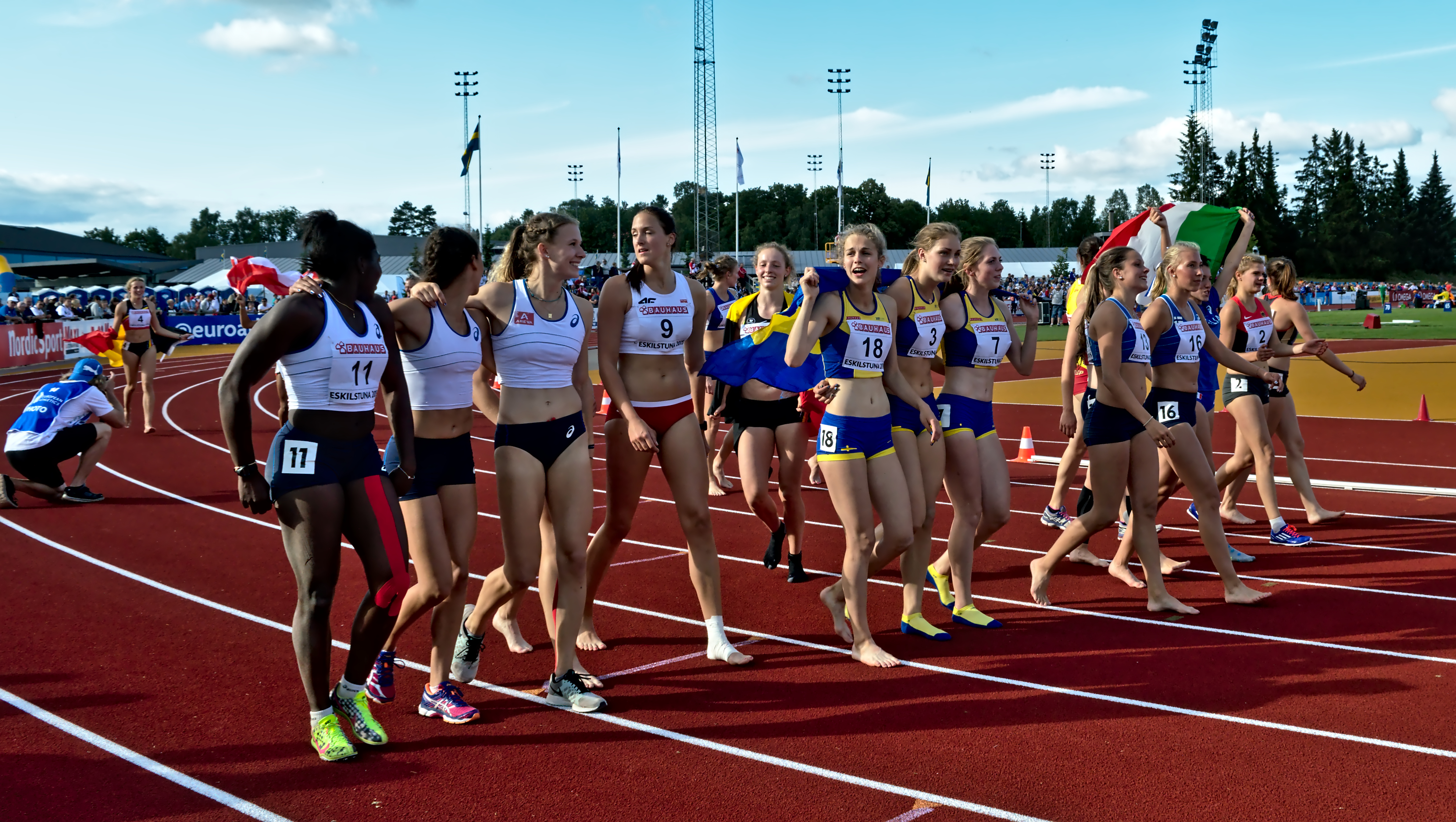
Gemensamt ärevarv är något som är vanligt efter mångkamper.

Mångkamp är ett samlingsnamn för några idrottsgrenar som innehåller flera delgrenar, bland annat femkamp, sjukamp, tiokamp, modern femkamp, omnium, militär femkamp, artistisk och rytmisk gymnastik samt racketlon.
Tävlingar i tyngdlyftning med ryck och stöt kallas tvåkamp. I amatörtävlingar i friidrott förekommer en trekamp med 100-meterslopp, kulstötning och längdhopp. Före 1981 tävlade kvinnor inte i sjukamp utan i femkamp där 200-metersloppet och spjutkastningen saknades.